# Temperature of Love
Temperature of Love (Originaltitel: 사랑의 온도) ist eine südkoreanische Fernsehserie aus dem Jahr 2017. Die Hauptdarsteller sind Seo Hyun-jin, Yang Se-jong, Kim Jae-wook und Jo Bo-ah. Die Erstausstrahlung war vom 18. bis 21. September 2017 auf SBS.

## Zusammenfassung der Hauptgeschichte
Hyun-Soo ist eine ehrgeizige Autorin, die gerne Dramen schreibt. Im Internet hat sie den Benutzernamem „Jane“ und schreibt sehr oft einer männlichen Person mit dem Benutzernamen „Chakhan Seupeu“, was übersetzt so viel wie „Gute Suppe“ heißt. „Chakhan Seupeu“ hat den Traum, ein berühmter französischer Chefkoch zu werden. Mit der Zeit lernen sie sich besser kennen und treffen sich auch in der realen Welt. Da jeder von ihnen aber einen anderen Traum hat, trennen sich auch ihre Wege.

## Besetzung

### Hauptdarsteller
- Seo Hyun-jin als Lee Hyun-soo (Jane = Benutzername)

Lee Hyun-soo ist eine junge und ehrgeizige Schriftstellerin, die zehn Jahre lang die Assistentin eines anderen Schriftstellers war. Sie ist ebenfalls oft im Internet unterwegs, wo sie „Chakhan Seupeu“ kennen lernt.
- Yang Se-jong als On Jung-seon („Chakhan Seupeu“ = Benutzername im Internet)
- On Jung-seonist ist der Chefkoch eines Restaurants namens „Chakhan Seupeu“, und hat Lee Hyun-soo durchs Internet kennengelernt.[4]
- Kim Jae-wook als Park Jung-woo

Park Jung-woo ist der Geschäftspartner von On Jung-seon.
- Cho Bo-ah als Ji Hong-ah

Ji Hong-ah ist Hyun-soos Freundin, die mit einem goldenen Löffel im Mund geboren wurde. Sie will Drehbuchautorin werden.

### Andere

#### Restaurantmitarbeiter
- Shim Hee-seob als Choi Won-joon (Der Eigentümer der Restaurant)
- Cha In-ha als Kim Ha-sung (ein Koch)
- P.O als Kang Min-ho (ein Koch)
- Lee Kang-min als Oh Kyung-soo (ein Koch)
- Chae So-young als Im Soo-jung

#### Leute um Lee Hyun-soo
- Jung Ae-ri als Park Mi-na (Hyun-soos Mutter)
- Sunwoo Jae-duk als Lee Min-jae (Hyun-soos Vater)
- Gil Eun-hye als Lee Hyun-yi (Hyun-soos Schwester)

#### Leute um On Jung-seon herum
- Lee Mi-sook als Yoo Yeong-mi (Jung-seons Mutter)
- Ahn Nae-sang als On Hae-kyung (Jung-seons Vater)

#### Leute im Fernsehsender
- Ji Il-joo als Kim Joon-ha
- Song Young-gyu als Min Yi-bok
- Hwang Seok-jeong als Park Eun-sung

### Besondere Gäste
- Ryu Jin als Yoo Hong-jin, Chefproduzent
- Ryu Seung-soo als Shin Ha-rim
- Jang Hyun-sung
- Kim Hwan
- Choi Hwa-jung
- Park Shin-hye als Yoo Hye-jung

### Weitere Personen
- Choi Sung-jae als Lee Sung-jae
- Lee Seung-hyung
- Lee Cho-hee als Hwangbo Kyung

## Produktion
Der Drehbuchautor der Serie ist Ha Myung-hee, der ebenfalls die Serien One Warm Word (2013) und Doctor Crush  (2016) geschrieben.
Die erste öffentliche Skriptlesung fand am 30. Juli 2017 auf einer Insel in Südkorea statt.
Die Hauptrollen wurden im März 2017 zuerst Park Bo-gum und Song Hye-kyo angeboten, beide haben allerdings abgelehnt.

## Internationale Ausstrahlung
In Singapur, Malaysia, Brunei und Indonesien wird die Serie 24 Stunden nach der originalen Ausstrahlung mit Untertiteln auf Sony One ausgestrahlt.
Die Serie ist auch auf Viu mit chinesischen, englischen, indonesischen und thailändischen Untertiteln verfügbar.